# Дестерру-ду-Мелу
Дестерру-ду-Мелу (порт. Desterro do Melo) — муниципалитет в Бразилии. входит в штат Минас-Жерайс. Составная часть мезорегиона Кампу-дас-Вертентис. Входит в экономико-статистический микрорегион Барбасена, который входит в Кампу-дас-Вертентис. Население составляет 2979 человек на 2006 год. Занимает площадь 142,455 км². Плотность населения — 20,9 чел./км².

## История
Город основан 1 марта 1963 года.

## Статистика
- Валовой внутренний продукт на 2003 год составляет 9 252 727,00 реалов (данные: Бразильский институт географии и статистики).
- Валовой внутренний продукт на душу населения на 2003 год составляет 2999,26 реалов (данные: Бразильский институт географии и статистики).
- Индекс развития человеческого потенциала на 2000 год составляет 0,689 (данные: Программа развития ООН).

## География
Климат местности: горный тропический.